# Torsión testicular
La torsión testicular se refiere a la torsión del cordón espermático del que se sostiene un testículo al resto del tracto genital. Dicho cordón espermático usualmente contiene los vasos sanguíneos que llevan irrigación sanguínea al testículo, de modo que una torsión del cordón suele provocar una isquemia testicular asociada a dolor súbito que puede causar náuseas y vómitos. La torsión testicular es una urgencia quirúrgica y en caso de retraso, la isquemia puede conllevar a la muerte del testículo por necrosis. Si la cirugía se lleva a cabo dentro de las 6 primeras horas, se pueden salvar la mayoría de los testículos operados.
En el humano, la condición es más común durante el primer año de vida del varón y al comienzo de la adolescencia. Aproximadamente 5-12% de las torsiones testiculares durante la infancia ocurre en el período perinatal, definida como aquella que ocurre entre el período prenatal y el período postnatal hasta el mes de nacimiento.

## Etiología

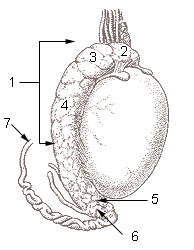
1. Epidídimo 2. Cabeza del epidídimo 3. Lóbulos del epidídimo 4. Cuerpo del epidídimo 5. Cola del epidídimo 6. Conducto del epidídimo 7. Conducto deferente (ductus deferens o vas deferens)

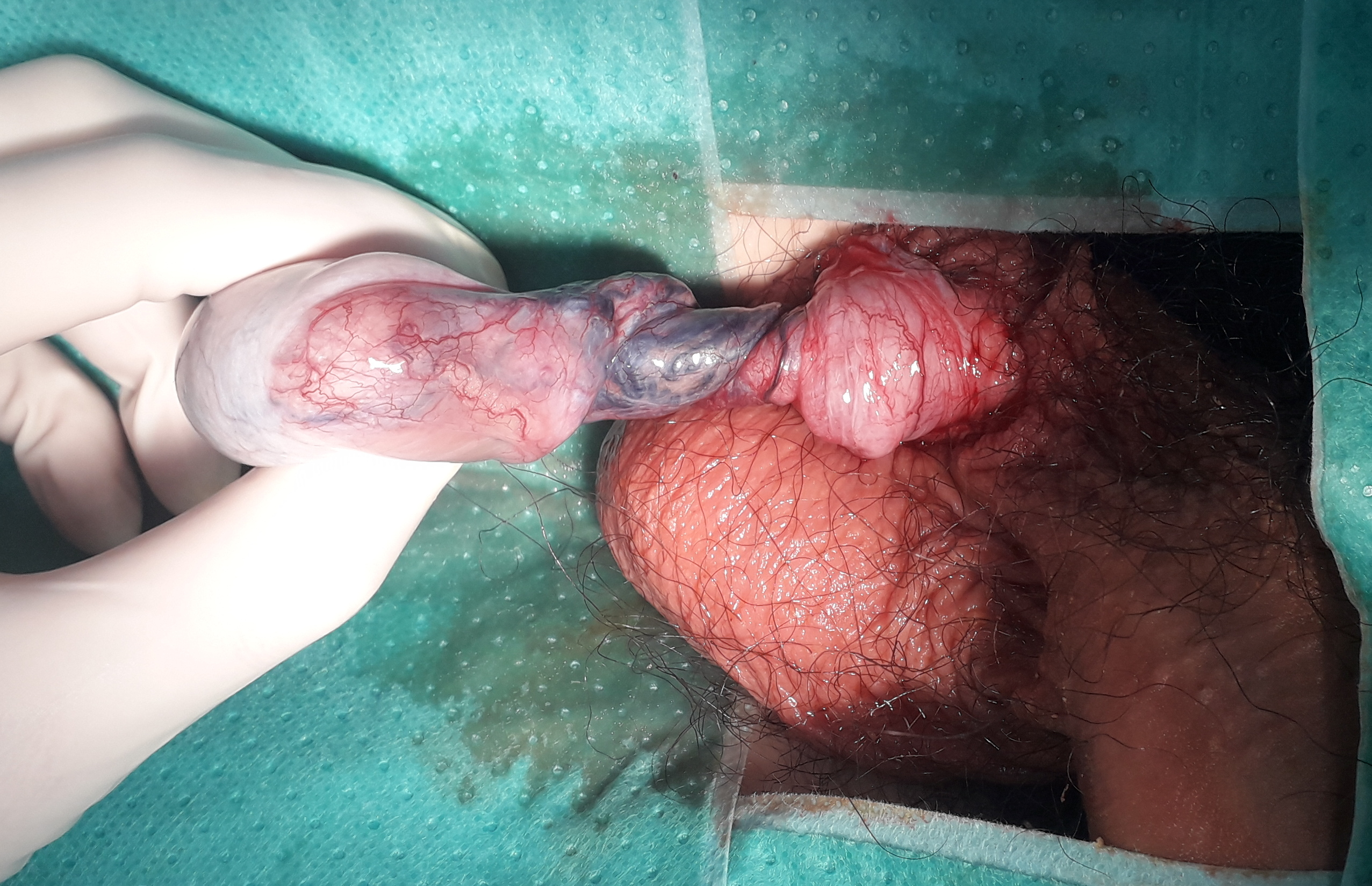
Imagen intraoperatoria de una torsión testicular aguda.

En la mayoría de los hombres, la porción posterior de los testículos se adjunta al revestimiento interior del escroto por medio de una membrana llamada mesorquio, un pliegue de peritoneo que une las capas parietal y visceral de la túnica vaginal y une el conducto deferente al testículo. En los casos que el mesorquio no alcanza el testículo durante el desarrollo embrionario produce el llamado badajo de campana, un trastorno que se encuentra en cerca del 10% de las personas, en quienes el testículo queda libre y «flotando» en la túnica vaginal, unido solo al cordón espermático. Esta anomalía congénita es un factor predisponente para la torsión testicular en pacientes no-neonatos. Actualmente no existe un examen clínico recomendado para detectar una deformidad de este tipo.
Las torsiones se denominan a menudo el "síndrome del invierno". Esto se debe a que a menudo ocurren en invierno, cuando hace frío en el ambiente. El escroto de una persona que se ha acostado en una cama tibia suele estar relajado. Cuando se levanta y su escroto queda expuesto al frío de la habitación, se produce una contracción violenta del músculo cremáster interno, pudiendo causar una brusca torsión del cordón espermático.[cita requerida]
Otros factores de riesgo son el traumatismo inguinal y la actividad física violenta.

## Patogenia
Una torsión testicular ocurre con mayor frecuencia en ausencia de un evento predisponente. Entre 4 y 8% de los casos son resultado de un trauma, como una patada, una caída sobre la barra o el manubrio de una bicicleta y todo lo que tenga que ver con un golpe en los testículos. Otros factores precipitantes incluyen un aumento del volumen testicular, a menudo asociado con la pubertad, un tumor testicular, antecedentes de criptorquidia y suele iniciarse durante la actividad física, sexual o con la exposición al frío ambiental.
Poco después de producirse la torsión, se inicia la congestión venosa y, posteriormente, se interrumpe el flujo arterial. En último término se produce un infarto hemorragial de la totalidad del testículo. Al cabo de 4 o 6 horas de ausencia de flujo sanguíneo, puede quedar anulada la espermatogénesis del testículo afectado.
La torsión testicular bilateral es un evento, que no obstante ser raro y desafortunado, existe; por ello, se debe estar alerta sobre la posibilidad de torsión testicular contralateral en cualquier paciente, incluyendo recién nacidos con torsión testicular unilateral.

## Clasificación
La torsión testicular puede tener diferentes formas:
1. Torsión testicular intravaginal, torsión del cordón espermático por dentro de la túnica vaginal peritoneal que lo rodea.
2. Torsión testicular supravaginal, que ocurre por fuera de la túnica vaginal incluyendo la túnica vaginal peritoneal que lo rodea.
3. Torsión de los anejos testiculares.

## Diagnóstico
El dolor testicular de aparición súbita con vómitos y náuseas suele indicar un escroto agudo, ocasionalmente se acompaña con antecedentes de dolor testicular que resolvió espontáneamente. La palpación encuentra un testículo retraído hacia el anillo inguinal con rubor en el escroto. El examen físico del paciente con dolor escrotal agudo debe incluir el reflejo cremastérico para producir la contracción del músculo cremáster. En general, la elevación del testículo afectado no alivia el dolor a diferencia de la epididimitis. El testículo afectado se encuentra con frecuencia en una posición horizontal en lugar de su orientación vertical habitual.
La eventual demanda de pruebas complementarias no debe retrasar la atención quirúrgica, por lo que el personal clínico debe decidir en los exámenes que resulten menos tardíos en su institución y condiciones. Tanto el ultrasonido Doppler o una cintigrafía pueden ser usados como el estudio diagnóstico de entrada. Los estudios por imágenes no son imprescindibles, principalmente en casos de sospecha clínica de torsión testicular de comienzo reciente, ya que pueden hacer perder un tiempo precioso para la salvación del testículo afectado.
La intervención quirúrgica de urgencia es el tratamiento correctivo y, en la mayoría de los casos, curativo de una torsión testicular. El cirujano aborda el testículo con una incisión de aproximadamente 4-5 cm con el fin de realizar una detorsión el testículo con un procedimiento adicional conocido como orquidopexia. En el campo más profundo del escroto se fija el testículo con uno o dos puntos de sutura. Lo mismo se  realiza en el testículo contralateral, una técnica llamada orquidopexia. En caso de necrosis, se realiza una biopsia y en algunos casos se extrae el tejido muerto. Aunque la torsión testicular es un acontecimiento poco frecuente, aproximadamente 1 en 4000 hombres, implica la pérdida del testículo en un 20% de los casos.
La destorsión manual no debe ser abordada, excepto bajo sedación por un profesional especializado.